# Roberto Risso
Pour les articles homonymes, voir Risso.
Roberto Risso (né le 22 novembre 1925 à Genève et mort le 16 novembre 2010 à Milan) est un acteur italien.

## Filmographie partielle
- 1950 : Le Prince pirate (Il leone di Amalfi) de  Pietro Francisci
- 1951 : Blanche-Neige, le Prince noir et les 7 Nains (I sette nani alla riscossa) de Paolo William Tamburella : Prince charmant
- 1952 : Histoires interdites (Tre storie proibite) d'Augusto Genina : Bernardo
- 1952 : La Fille du diable (La figlia del diavolo) de Primo Zeglio
- 1952 : La voce del sangue de Pino Mercanti : Sergio Scala
- 1953 : Pain, Amour et Fantaisie (Pane, amore e fantasia) de Luigi Comencini : le carabinier Pietro Stelluti
- 1954 : Pain, Amour et Jalousie (Pane, amore e gelosia) de Luigi Comencini : Pietro Stelluti
- 1954 : Bonnes à tuer d'Henri Decoin : Mario Mirador, l'amant de Véra
- 1955 : Il campanile d'oro de Giorgio Simonelli
- 1955 : Ces demoiselles du téléphone (Le signorine dello 04) de Gianni Franciolini : Carlo Conti
- 1956 : Paris, Palace Hôtel d'Henri Verneuil : Gérard Necker
- 1956 : Una pelliccia di visone de Glauco Pellegrini
- 1958 : Si le roi savait ça (Al servizio dell'imperatore) de Caro Canaille et Edoardo Anton : Pascal
- 1960 : Un scandale à la cour (A Breath of Scandal) de Michael Curtiz : l'aide de camp
- 1960 : Les Plaisirs du samedi soir (I piaceri del sabato notte) de Daniele D'Anza : Carlo Malpighi
- 1961 : Cocagne de Maurice Cloche : Vincent
- 1962 : Le Jour le plus court (Il giorno più corto) de Sergio Corbucci
- 1962 : Alerte sur le Vaillant (The Valiant) de Roy Ward Baker : Emilio Bianchi
- 1962 : L'Arsenal de la peur (La città prigioniera) de Joseph Anthony : Loveday
- 1963 : Zorro et les Trois Mousquetaires (Zorro e i tre moschettieri) de Luigi Capuano